# تنورة بادل

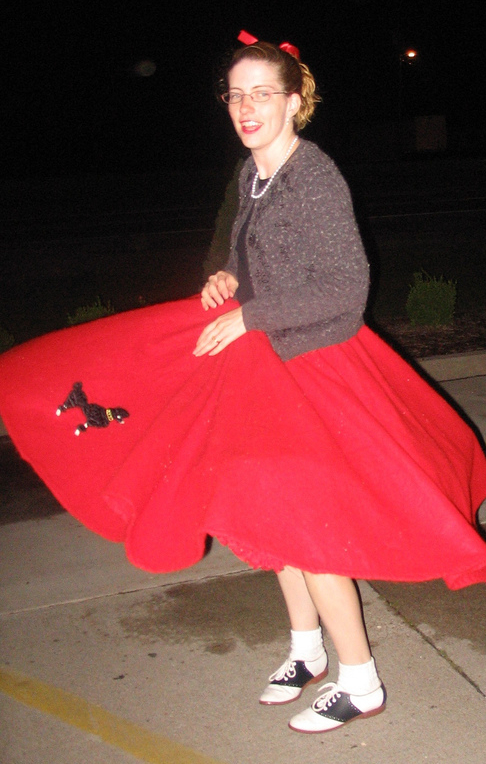
صورة تظهر بها مرأه تلبس تنورة بادل

تنورة بادل (بالإنجليزية: Poodle skirt)‏ هي تنورة واسعة ودائماً ماتكون ملونه (في كثير من الأحيان يستخدم عليها اللون الوردي والأزرق) وهي من شركة "كوفيد" (coiffed) الفرنسية القديمة. بعدها تم تطوير هذه التنورة فشملت اشكال الطيور، والزهور، والسيارات. كانت في حينها إلى الركبة والبعض إلى تحت الركبة.
فهي محبوبة من قبل الناس لأنها مريحة في الحركة بسبب حجمها الواسع ومريحة أيضاً في الرقص وغيره. كانت مشهورة وتواكب موضة هوليوود حينها وأصبحت شعبية جداً.
لا تزال واحدا من أهم رموز الموضة بأمريكا التي لا تنسى من عام 1950 حتى يومنا هذا.